# Ángel Arizmendi
Ángel Javier Arizmendi de Lucas (Madri, 3 de março de 1984) é um futebolista espanhol que atua como meia ou como atacante.